# Rudolf Klarič
Rudolf Klarič, slovenski gospodarstvenik, * 3. januar 1910 Vižovlje, Avstro-Ogrska, † 4. oktober 1986, Buenos Aires, Argentina.

## Življenje in delo
Rodil se je v družini kmeta, ribiča in lovskega čuvaja Antona Klariča in kmetice Karoline Pahor. Ljudsko šolo je obiskoval v kraju Vysoké Mýto na Češkem, kjer je bila družina med 1. svetovno vojno v begunstvu, po vrnitvi iz begunstva pa v Sesljanu. Kasneje je v Trstu končal poklicno šolo za orodnega ključavničarja. Zaradi vse večjega pritiska fašistov na slovensko narodno skupnost na Primorskem je leta 1928 odšel v Argentino. V Buenos Airesu  se je najprej zaposlil kot strugar, kmalu pa je imel lastno delavnico. Sredi 30-tih let 20. stoletja je razširil dejavnost ter postavil tovarno za izdelavo električnih izdelkov in merilnih naprav FAB (Fábrica argentina baquelita), v kateri je bilo zaposlenih več kot 100 delavcev, med njimi tudi Slovenci. Ko so po 2. svetovni vojni začeli prihajati v Argentino slovenski politični emigranti je marsikateremu pomagal in mu nudil zaposlitev. Ves čas je sodeloval tudi v kulturno-prosvetnem delovanju v Buenos Airesu, največ v društvih predvojnih priseljencev.